# En tiger i tanken
En tiger i tanken är ett soloalbum av Nisse Hellberg, känd från Wilmer X, utgivet 2007 av skivbolaget Bonnier Amigo Music.

## Låtlista
1. "Håller min dörr på glänt"
2. "Kul att ses tack och adjö"
3. "En doft av läder"
4. "Annorlunda virke"
5. "Humbugpiller"
6. "Syna dom i sömnen"
7. "Vi faller ner"
8. "Dubbelt upp"
9. "När blev ditt hjärta en iskall plats"
10. "Adress Spillepengens tipp"
11. "Små små steg"
12. "Caravelle"
13. "När du skakar den så"

## Listplaceringar
| Lista (2007-2008) | Topplacering |
| ----------------- | ------------ |
| Sverige           | 9            |